# Университет „Браун“
Университетът „Браун“ е американски частен университет от Бръшляновата лига, намиращ се в град Провидънс, щата Род Айлънд, САЩ. Има 8510 студенти през октомври 2013 г.
Открит е като Колеж в английската колония на Род Айлънд и плантациите Провидънс (на английски: Тhe College in the English Colony of Rhode Island and Providence Plantations) през 1764 г. „Браун“ е 3-та най-стара институция за висше образование в Нова Англия и 7-ият най-стар в САЩ.
Построена през 1770 г., Аулата на Университета Браун е сред най-старите академични сгради в САЩ, най-старата сграда на територията на колежа „Браун“ и сърцето на университета по време на мандата на президента Манинг (James Manning).

## Галерия
- Колежът „Хоуп“ (вляво) е построен през 1822 г., докато Манинг Хол (вдясно) е построен през 1834 г.
- Робинсън Хол, днес „дом“ на Департамента по икономика, е централна университетска библиотека през XIX в.
- Институт за международни изследвания „Уотсън“
- Училище по медицина „Алпърт“
- Андрюс Хол в кампус „Пемброук“
- Библиотека „Джон Хей“
- Библиотека „Джон Картър Браун“
- Манинг Хол, където е разположен Музеят по антропология „Хафенрефер“

## Структура
Учебната структура включва:
- Колеж (College)
- Следдипломно училище (Graduate School)
- Медицинско училище „Алпърт“ (Alpert Medical School)
- Инженерно училище (School of Engineering)

Научноизследователската структура включва:
- Лаборатория по морска биология (Marine Biological Laboratory)
- Институт за международни изследвания „Уотсън“ (Watson Institute for International Studies)
- Център за обучение и изследвания по жените „Пемброук“ (Pembroke Center for Teaching and Research on Women)

## Специалности
- Антропология
- Математика
- Химия
- Класически езици и литература
- Комуникация
- Сравнително литературознание
- Компютърна музика и мултимедия
- Компютърни науки
- Културни изследвания
- Египтология и изследвания на Древна Западна Азия
- Инженерство
- Английски език
- Проучвания в областта на околната среда
- Финанси
- Чужди езици
- Геоложки науки
- История на изкуството и архитектурата
- Иновационен мениджмънт и предприемачество
- Инженеринг
- Литература
- Съвременната култура и медии
- Политология
- Психология
- Публична политика
- Обществени хуманитарни науки
- Социология
- Театрални изкуства и качествени показатели

## Известни личности
Преподаватели
- Едмънд Делабар (1863 – 1945), професор по психология
- Ларс Онзагер (1903 – 1976), физикохимик и физик теоретик от норвежки произход, носител на Нобелова награда за химия през 1968 г.
- Натали Зимън Дейвис (р. 1928), историчка, носител на Холбергова награда за 2010 г.
- Майкъл Костерлиц (р. 1942), физик
- Лион Купър (р. 1930), физик, носител на Нобелова награда за физика за 1972 г.
- Робърт Скоулз (р. 1932), професор по англицистика
- Барбара Хърнстийн Смит (р. 1932), литературна историчка и теоретичка
- Робърт Кувър (р. 1932), писател, професор по творческо писане и електронна литература

Възпитаници
- Дъглас Даймънд (р. 1953), икономист
- Джон Рокфелер (1839 – 1937), предприемач и филантроп
- Флоренцио Кампоманес (1927 – 2010), филипински шахматист, президент на Световната шахматна федерация (ФИДЕ) от 1982 до 1995 г.
- Джийн Хауард, професор по англицистика и сравнително литературознание в Колумбийския университет
- Ричард Холбрук (1941 – 2010), дипломат
- Байрън Лихтенберг (р. 1948), боен пилот, инженер и астронавт на НАСА, участник в два космически полета
- Синтия Катц (р. 1955), писателка на бестселъри в жанра романс
- Джон Кенеди младши (1960 – 1999), журналист, адвокат и известна обществена фигура, син на президента Джон Кенеди и Жаклин Кенеди Онасис
- Самюъл Кокс (1824 – 1889), политик
- Андрю Шон Гриър (р. 1970), писател
- Джон Кразински (р. 1979), актьор и писател, известен с ролята си в поредицата на НБС The Office
- Пеги Никълсън, писателка на бестселъри в жанра романс
- Тимъти Снайдър (р. 1969), историк
- Ема Уотсън (р. 1990), актриса
- Джон Хей (1838 – 1905), политик